# Diskografie Johna Newmana
Toto je seznam vydané diskografie anglického zpěváka Johna Newmana.

## Studiová alba
| Tribute                                                                                 | - Vydáno: 14. října 2013 - Vydavatelství: Island, Universal | 1 | 7  | 20 | 33 | 21 | 8  | 51 | 6 | 1 | 11 | 24 | - BPI: Platinum - IFPI AUT: Gold - IFPI SWI: Gold |
| Revolve                                                                                 | - Vydáno: 16. října 2015 - Vydavatelství: Island, Universal | 3 | 94 | —  | 61 | 61 | 67 | 37 | — | 3 | 29 | —  |                                                   |
| "—" značí, že se nahrávka neumístila v hitparádách nebo v tomto území ani nebyla vydána |                                                             |   |    |    |    |    |    |    |   |   |    |    |                                                   |

## Extended play
| Název       | Detaily                                                    |
| ----------- | ---------------------------------------------------------- |
| A.N.i.M.A.L | - Vydáno: 27. září 2019 - Vydavatelství: Island, Universal |

## Singly

### Jako hlavní umělec
| Název                                                                                   | Rok  | Umístění v hitparádách | Umístění v hitparádách | Umístění v hitparádách | Umístění v hitparádách | Umístění v hitparádách | Umístění v hitparádách | Umístění v hitparádách | Umístění v hitparádách | Umístění v hitparádách | Umístění v hitparádách | Certifikace | Album          |
| Název                                                                                   | Rok  | UK                     | AUS                    | AUT                    | BEL                    | GER                    | IRE                    | NL                     | NZ                     | SWI                    | US                     | Certifikace | Album          |
| --------------------------------------------------------------------------------------- | ---- | ---------------------- | ---------------------- | ---------------------- | ---------------------- | ---------------------- | ---------------------- | ---------------------- | ---------------------- | ---------------------- | ---------------------- | --- | -------------- |
| "Love Me Again"                                                                         | 2013 | 1                      | 4                      | 5                      | 6                      | 6                      | 3                      | 19                     | 9                      | 5                      | 30                     | - BPI: 3× Platinum - ARIA: 2× Platinum - BEA: Gold - BVMI: Platinum - IFPI SWI: Platinum - RIAA: Platinum - RMNZ: 2× Platinum | Tribute        |
| "Cheating"                                                                              | 2013 | 9                      | 75                     | 51                     | 53                     | 53                     | 19                     | —                      | —                      | 56                     | —                      | | Tribute        |
| "Losing Sleep"                                                                          | 2013 | 48                     | —                      | —                      | 65                     | 57                     | 31                     | —                      | —                      | 29                     | —                      | | Tribute        |
| "Out of My Head"                                                                        | 2014 | 91                     | —                      | —                      | 78                     | —                      | —                      | —                      | —                      | —                      | —                      | | Tribute        |
| "Come and Get It"                                                                       | 2015 | 5                      | —                      | 43                     | 53                     | 70                     | 53                     | 69                     | —                      | 29                     | —                      | - BPI: Silver | Revolve        |
| "Tiring Game" (feat. Charlie Wilson)                                                    | 2015 | 134                    | —                      | —                      | 65                     | —                      | —                      | —                      | —                      | —                      | —                      | | Revolve        |
| "Olé"                                                                                   | 2016 | 120                    | —                      | —                      | 66                     | —                      | —                      | —                      | —                      | —                      | —                      | | Singly bez alb |
| "Fire in Me"                                                                            | 2018 | —                      | —                      | —                      | —                      | —                      | —                      | —                      | —                      | —                      | —                      | | Singly bez alb |
| "Feelings"                                                                              | 2019 | —                      | —                      | —                      | —                      | —                      | —                      | —                      | —                      | —                      | —                      | | Singly bez alb |
| "Without You" (s Nina Nesbitt)                                                          | 2019 | —                      | —                      | —                      | —                      | —                      | —                      | —                      | —                      | —                      | —                      | | A.N.i.M.A.L    |
| "Stand by Me"                                                                           | 2020 | —                      | —                      | —                      | —                      | —                      | —                      | —                      | —                      | —                      | —                      | | Singl bez alb  |
| "High on You" (se Sigma)                                                                | 2020 | —                      | —                      | —                      | —                      | —                      | —                      | —                      | —                      | —                      | —                      | | Hope           |
| "If You Really Love Me (How Will I Know)" (s David Guetta a MistaJam)                   | 2021 | 27                     | —                      | 39                     | —                      | 40                     | 30                     | —                      | —                      | 66                     | —                      | - BPI: Gold | Singly bez alb |
| "Waiting for a Lifetime"                                                                | 2022 | —                      | —                      | —                      | —                      | —                      | —                      | —                      | —                      | —                      | —                      | | Singly bez alb |
| "Holy Love"                                                                             | 2022 | —                      | —                      | —                      | —                      | —                      | —                      | —                      | —                      | —                      | —                      | | Singly bez alb |
| "Hold On to My Love"                                                                    | 2023 | —                      | —                      | —                      | —                      | —                      | —                      | —                      | —                      | —                      | —                      | | Singly bez alb |
| "Call Your Name" (s Alesso)                                                             | 2023 | ―                      | ―                      | —                      | ―                      | ―                      | ―                      | ―                      | ―                      | ―                      | ―                      | | Singly bez alb |
| "Guiding Light"                                                                         | 2023 | —                      | —                      | —                      | —                      | —                      | —                      | —                      | —                      | —                      | —                      | | Singly bez alb |
| "—" značí, že se nahrávka neumístila v hitparádách nebo v tomto území ani nebyla vydána |      |                        |                        |                        |                        |                        |                        |                        |                        |                        |                        | |                |

### Jako vedlejší umělec
| "Feel the Love" (Rudimental feat. John Newman)                                          | 2012 | 1  | 3  | 14 | 2  | 26 | 59 | 26 | 2  | 4  | —  | - BPI: 3× Platinum - ARIA: 2× Platinum - BEA: Gold - RMNZ: 3× Platinum                                                            | Home          |
| "Not Giving In" (Rudimental feat. John Newman a Alex Clare)                             | 2012 | 14 | 12 | —  | 54 | —  | —  | 54 | 71 | 11 | —  | - BPI: Gold - ARIA: 2× Platinum - RMNZ: 2× Platinum                                                                               | Home          |
| "Blame" (Calvin Harris feat. John Newman)                                               | 2014 | 1  | 9  | 4  | 2  | 6  | 4  | 5  | 3  | 9  | 19 | - BPI: 2× Platinum - ARIA: 4× Platinum - BVMI: Gold - IFPI DEN: Platinum - IFPI SWI: Gold - RIAA: 3× Platinum - RMNZ: 2× Platinum | Motion        |
| "Give Me Your Love" (Sigala feat. John Newman a Nile Rodgers)                           | 2016 | 9  | 83 | 50 | —  | —  | 55 | 63 | 64 | —  | —  | - BPI: Platinum - RMNZ: Gold | Brighter Days |
| "Bridge over Troubled Water" (jako Artists for Grenfell)                                | 2017 | 1  | 53 | 32 | 26 | —  | —  | 25 | —  | —  | —  | - BPI: Gold | Singl bez alb |
| "—" značí, že se nahrávka neumístila v hitparádách nebo v tomto území ani nebyla vydána |      |    |    |    |    |    |    |    |    |    |    | |               |

## Videoklipy
| Název                              | Rok  | Režisér        |
| ---------------------------------- | ---- | -------------- |
| "Love Me Again"                    | 2013 | Vaughan Arnell |
| "Love Me Again" (version 2)        | 2013 | Vaughan Arnell |
| "Cheating"                         | 2013 | David Mould    |
| "Losing Sleep"                     | 2013 | Corin Hardy    |
| "Out Of My Head"                   | 2014 | Luc Janin      |
| "Come And Get It"                  | 2015 | Alex Herron    |
| "Tiring Game" (ft. Charlie Wilson) | 2015 | Alex Herron    |
| "I'm Not Your Man"                 | 2015 | Danny Gold     |
| "Olé"                              | 2016 | Emil Nava      |
| "Fire In Me"                       | 2018 | Ozzie Pullin   |
| "Feelings"                         | 2019 | Chris Turner   |

## Spoluumělec
| Název              | Rok  | Další umělec   | Album        |
| ------------------ | ---- | -------------- | ------------ |
| "Never Let You Go" | 2017 | Kygo           | Kids in Love |
| "Crawling"         | 2017 | Chase & Status | Tribe        |
| "Hurricane"        | 2020 | Galantis       | Church       |